# Marten Fortuyn
Marten Simon Fortuyn (Wormerveer, 10 mei 1943 – Hoogstraten, 10 september 2016) was een Nederlands ondernemer. Hij was de oudste broer van de in 2002 vermoorde politicus Pim Fortuyn. Na die moord trad hij op als woordvoerder van de familie Fortuyn en als politiek adviseur.

## Jeugd, opleiding en carrière
Fortuyn groeide op als oudste zoon in een rooms-katholiek gezin met in totaal zes kinderen. Hij werd voornamelijk opgevoed door zijn moeder, daar zijn vader werkzaam was in het katholieke verenigingsleven en daardoor vaak afwezig was.
Fortuyn volgde de hbs aan het Mendelcollege in Haarlem-Noord. Hij was een tijdlang in dienst bij Johnson & Johnson en ondersteunde daarna als zelfstandig ondernemer Oost-Europese bedrijven bij hun privatisering.

## Politiek
Fortuyn kreeg in 2002 landelijke bekendheid na de moord op zijn broer Pim. Hij trad vervolgens een tijdlang op de voorgrond als vertegenwoordiger van de familie Fortuyn. Hij werd kort na de moord op zijn broer door de LPF gevraagd om zijn broer op te volgen als partijleider, maar vond zichzelf hier niet geschikt voor. 
Enkele weken na de moord op zijn broer Pim verzocht Fortuyn om het aftreden van minister Klaas de Vries, die hij politiek verantwoordelijk hield voor het gebrek aan beveiliging van zijn broer.
In september 2003 probeerde Fortuyn de uitvoering van een opera te laten boycotten, omdat deze Volkert van der Graaf, de moordenaar van zijn broer, zou verheerlijken. Nadat Fortuyn de opera gezien had, trok hij zijn protest in. Naar aanleiding hiervan werd hij in het televisieprogramma Kopspijkers gepersifleerd door Paul Groot.
In oktober 2003 keerde  Fortuyn, evenals zijn broer Simon, de LPF de rug toe, na de bestuurlijke chaos in deze partij. In 2004 raakte hij als adviseur betrokken bij de politieke partij Onze Nieuwe Samenleving Nederland. In 2006 probeerde hij te voorkomen dat de LPF onder de naam Lijst 5 Fortuyn zou meedoen aan de Tweede Kamerverkiezingen 2006, op basis van de merknaam Fortuyn, die hij gedeponeerd had. Dit beroep werd door de Raad van State verworpen.
In 2007 bood Fortuyn steun aan de Vlaamse politicus Jean-Marie Dedecker en diens partij de LDD.
In 2007 deed Fortuyn aangifte van dood door schuld tegen Klaas de Vries en Benk Korthals, die respectievelijk minister van Binnenlandse Zaken en Justitie waren ten tijde van de moord op zijn broer. Hij stelde hen verantwoordelijk voor de falende beveiliging en de technische evaluatie hiervan, die in zijn ogen slecht was uitgevoerd. Het OM liet hierop weten hier geen bevoegdheid in te hebben, omdat enkel de Kroon en de Tweede Kamer bevoegd zijn de procureur-generaal bij de Hoge Raad te gelasten strafvervolging in te stellen tegen een minister.
Fortuyn hield op 2 mei 2014 in Rotterdam samen met Stichting Beeld van Pim, Stichting Vrienden van Pim Fortuyn en zijn broer Simon een demonstratie tegen de vrijlating van Volkert van der Graaf op die dag. Hij reikte hierbij vlaggen uit met daarop de tekst "Laten wij waken over de vrijheid van spreken" en verzocht iedereen deze vlag jaarlijks op 6 mei, de dag van de moord op Pim Fortuyn, halfstok te hangen.

## Boeken
Fortuyn werkte mee aan het boek Autobiografie van een babyboomer, dat een hernieuwde en aangevulde uitgave was van het boek Babyboomers, autobiografie van een generatie, dat Pim Fortuyn in 1998 schreef.
In 2012 werkte hij mee aan het boek 10 jaar zonder Pim van Joost Eerdmans en Martijn van Winkelhof.

## Persoonlijk leven en overlijden
Fortuyn woonde in Hoogstraten. Hij was getrouwd en had uit dit huwelijk twee dochters en een zoon. In 2016 werd Fortuyn vanwege zijn mentale gesteldheid opgenomen in een gesloten psychiatrische afdeling. Hij overleed op 73-jarige leeftijd, nadat hij gewond was geraakt bij een poging de kliniek waarin hij was opgenomen te ontvluchten. Hij had eerder bepaald niet gereanimeerd te willen worden.

## Trivia
- In Het jaar van Fortuyn (2022) wordt hij gespeeld door Martijn Oversteegen.